# حسینیه کوی سنگ
حسینیه کوی سنگ مربوط به دوره قاجار است و در نائین، مرکز محله سنگ نو واقع شده و این اثر در تاریخ ۲۵ اسفند ۱۳۸۰ با شمارهٔ ثبت ۵۴۴۰ به‌عنوان یکی از آثار ملی ایران به ثبت رسیده است.
این حسینیه باستانی در سال ۱۳۸۸ه.ش با فرش ماشینی یکپارچه ۸ضلعی با قطر ۱۳ مترمربع مفروش گردید طرح آن با الهام از نقوش سنتی و تزئینات داخلی گنبد توسط گروه تخصصی فرش اسلیمی طراحی، سپس تولید و نصب گردید.

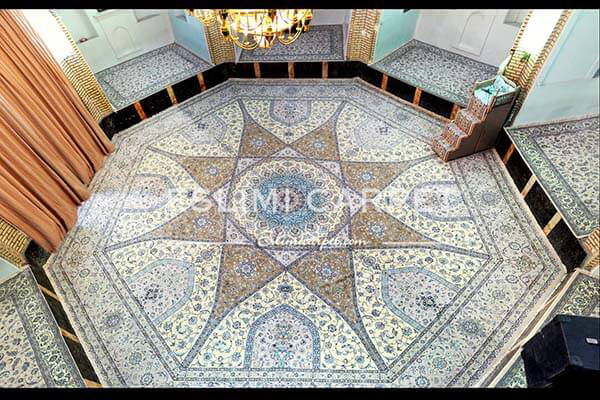
فرش 8 ضلعی و یکپارچه صحن اصلی و صفه های کوی سنگ نایین
طراحی، تولید و نصب توسط گروه تخصصی فرش اسلیمی